# Heteralonia bezzii
Heteralonia bezzii är en tvåvingeart som först beskrevs av Paramonov 1928.  Heteralonia bezzii ingår i släktet Heteralonia och familjen svävflugor.
Artens utbredningsområde är Egypten. Inga underarter finns listade i Catalogue of Life.